# Agustín Sauto Arana
Agustín Sauto Arana (ur. 11 maja 1908 w Barakaldo; zm. 21 sierpnia 1986) znany także jako Bata – hiszpańsko i baskijki piłkarz. Grał dla Barakaldo CF, Athletic Bilbao, reprezentacji Hiszpanii i Kraju Basków. Bata wraz z Athletico został cztery razy Mistrzem Hiszpanii i tyle samo razy zdobył Puchar Króla. W sezonie 1930-31 z 27 golami na koncie zdobył Trofeo Pichichi. W Primera División rozegrał 118 meczów i zdobył 108 bramek.

## Sukcesy
Athletic Bilbao
- Mistrz Hiszpanii: 4
  - 1929/30, 1930/31, 1933/34, 1935/36
- Puchar Króla: 4
  - 1930, 1931, 1932, 1933
- Trofeo Pichichi: 1
  - 1930-31